# Tshering Tobgay
Lyonchhen Tshering Tobgay, în limba bhutaneză: ཚེ་ རིང་ སྟོབས་ རྒྱས ། (n. 19 septembrie 1965, Ha, Haa, Bhutan) este un politician bhutan și prim-ministru al țării din 27 iulie 2013 până în 9 august 2018. Tobgay este, de asemenea, liderul Partidului Democrat Popular.